# І повториться все... (фільм, 1989)
«І повториться все…» — радянський художній фільм 1989 року, останній фільм режисера Баграта Оганесяна. За романом Ваагна Григоряна «Будинок на П'ятій вулиці».

## Сюжет
Ленінградський адвокат Мартін Саакян після чергової сварки з дружиною йде з дому. Він вирішує полетіти в Мінськ, щоб відвідати місця, де під час війни загинув його батько. В аеропорту він знайомиться з Анною. Прилетівши до Мінська, вони виявляють, що і далі їм їхати разом. В дорозі у них виникає роман і вони проводять разом ніч. Згодом з'ясовується, що це мати Анни, яка під час війни переховувала пораненого батька Мартіна, який був вбитий поліцаями, і Анну народила від нього…

## У ролях
- Артур Месчян — Мартін Саакян
- Вероніка Ізотова — Таня, його дружина
- Ірина Алфьорова — Анна
- Геннадій Гарбук — Серафим
- Ніна Бохян — Сірануш
- Сос Саркісян — Саак Хоренович
- Алла Туманян — Сірарпі
- Геннадій Воропаєв — генерал
- Лариса Леонова — теща
- Артур Шахвердян — лікар Манвелян
- Вадим П'янков — обвинувачений
- Маргарита Мурадян — епізод
- Карен Джанібекян — епізод
- Володимир Кочарян — епізод
- Жанна Аветисян — епізод
- Мамікон Манукян — епізод
- Юрій Амирян — епізод
- Ніна Абалян — епізод
- Джульєтта Бабаян — епізод

## Знімальна група
- Режисер — Баграт Оганесян
- Сценаристи — Баграт Оганесян, Анна Слуцкі
- Оператор — Вреж Петросян
- Композитор — Едуард Артем'єв
- Художник — Михайло Антонян